# Maria Bals
Maria Bals, de son nom complet Maria Cristina de Sant'Anna Bals, nom d'épouse Bassand, née le 7 mai 1981, est une joueuse de handball norvégienne d'origine brésilienne, évoluant au poste de demi-centre.
Après sa carrière de handballeuse professionnelle, elle s’est découvert une nouvelle passion, le MMA
Elle crée en 2017 une agence d'événementielle et de communication, Millenium SAS à Besançon, avec son mari, Jean-Marc Bassand.

## Biographie
Née à Oslo, elle quitte la Norvège à 19 ans pour rejoindre la France et Toulon. Après sept saisons sur la Côte d'Azur, elle rejoint Besançon en 2008.
Après la descente de l'ES Besançon en 2e division, elle décide de rejoindre Angoulême en 2009.
À l'issue de la saison 2013-2014, elle prend sa retraite sportive après quatre ans passés à Nantes,.

## Palmarès
- Championnat de France de Division 2 en 2013